# Da Game Is to Be Sold, Not to Be Told
Da Game Is to Be Sold, Not to Be Told es el tercer álbum de estudio del rapero estadounidense Snoop Dogg. Fue lanzado en el año 1998 bajo la discográfica No Limit Records.

## Contexto
Dogg se había separado en ese mismo año de Death Row Records, ya que este argumentó que la discográfica comandada por Suge Knight dejó de lado su futuro extended play Doggumentary, que fue pospuesto de fecha sin una razón exacta. Esto lo llevó a firmar con una creciente y nueva discográfica: No Limit Records comandada por Master P, con la que firmaría y lanzaría más álbumes bajo este sello.

## Lanzamiento
El 4 de agosto de 1998 el disco fue lanzado. La intro del proyecto era con Master P, el dueño de No Limits, a este se le sumaron los artistas Mystikal, Charlie Wilson, Fiend, Mia X, Steady Mobb'n y C-Murder.

## Lista de canciones
| N.º | Título                                                                            | Producer(s)                | Duración |  |
| 1.  | «Snoop World» (con Master P)                                                      | KLC                        | 5:20     |  |
| 2.  | «Slow Down» (con Mia X)                                                           | O'Dell                     | 4:10     |  |
| 3.  | «Woof!» (con Fiend and Mystikal)                                                  | Craig B, Master P          | 4:22     |  |
| 4.  | «Gin & Juice II»                                                                  | Carlos Stephens            | 3:36     |  |
| 5.  | «Show Me Love»                                                                    | DJ Pooh                    | 3:53     |  |
| 6.  | «Hustle & Ball»                                                                   | O'Dell                     | 3:26     |  |
| 7.  | «Don't Let Go»                                                                    | DJ Darryl                  | 3:47     |  |
| 8.  | «Tru Tank Dogs» (featuring Mystikal)                                              | KLC                        | 3:55     |  |
| 9.  | «Whatcha Gon Do?» (featuring Master P)                                            | Master P                   | 2:37     |  |
| 10. | «Still a G Thang»                                                                 | Meech Wells                | 4:20     |  |
| 11. | «20 Dollars to My Name» (con Fiend, Master P, Silkk the Shocker, and Soulja Slim) | Master P                   | 4:09     |  |
| 12. | «D.O.G.'s Get Lonely 2» (con Jon B)                                               | Meech Wells, Snoop Dogg    | 3:15     |  |
| 13. | «Ain't Nut'in Personal» (con C-Murder and Silkk the Shocker)                      | Craig B                    | 3:37     |  |
| 14. | «DP Gangsta» (con C-Murder and Eddie Griffin)                                     | Craig B                    | 4:53     |  |
| 15. | «Game of Life» (con Steady Mobb'n)                                                | Carlos Stephens            | 3:52     |  |
| 16. | «See Ya When I Get There» (con C-Murder and Mystikal)                             | Meech Wells, Keith Clizark | 3:20     |  |
| 17. | «Pay for Pussy» (con Big Pimpin')                                                 | Snoop Dogg                 | 1:43     |  |
| 18. | «Picture This» (con Mia X)                                                        | Craig B                    | 2:31     |  |
| 19. | «Doggz Gonna Get Ya» (con Mac)                                                    | KLC                        | 4:59     |  |
| 20. | «Hoes, Money & Clout»                                                             | Soopafly                   | 3:21     |  |
| 21. | «Get Bout It & Rowdy» (con Master P)                                              | KLC                        | 4:22     |  |